# 奥平貞由
奥平 貞由（おくだいら さだよし、天正13年（1585年） - 明暦元年3月21日（1655年4月27日））は、伊予松山藩家老、奥平藤左衛門家初代当主。
父は奥平貞友。姉は松平定勝室（二之丸殿）。子は貞守、松平定之（松平定実嫡男）室。通称は左門、藤左衛門。別名貞重。

## 生涯
三河日近城主・奥平貞友の子として生まれる。誕生の年に父が死去し、叔父の三郎兵衛貞政による養育を受ける。慶長7年（1602年）、叔父貞政と共に、奥平宗家の知行地宇都宮を退去し、姉婿である久松松平定勝の知行地掛川に移る。同年上洛の途中、掛川に立ち寄った於大の方に拝謁する。慶長9年（1604年）、定勝より知行400石を賜り大名分となる。元和年間、桑名で400石の加増を受ける。寛永12年（1635年）、主君で甥の松平定行の伊予松山転封の供をし、1000石の加増を受け家老となる。正保4年（1646年）、ポルトガル船が来航したため、長崎探題職の定行の供をして、長崎に出向き海上警備にあたる。
明暦元年（1655年）3月21日死去。享年71。家督は嫡男の貞守が相続した。